# سرمایه فرهنگی
سرمایه فرهنگی (به فرانسوی: le capital culturel) یک مفهوم جامعه‌شناسی است و به تمرکز و انباشت انواع مختلف کالاهای ملموس فرهنگی و نیز قدرت و توانایی در اختیار گرفتن این کالاها و همچنین استعداد و ظرفیت فرد در شناخت و کاربرد این وسایل گفته می‌شود.
به دارایی‌های اجتماعی غیرمالی افراد سرمایه فرهنگی گفته میشود.این شکل از سرمایه می‌تواند بر تحرک اجتماعی و ادغام آنها در جامعه تأثیر بگذارد.

## تاریخچه این مفهوم
این اصطلاح توسط پیر بوردیو (Pierre Bourdieu) جامعه‌شناس فرانسوی ابداع شده‌است. از زمانی که پیر بوردیو آن را بکارگرفت به‌طور گسترده‌ای مورد استفاده عموم مردم قرارگرفت. بوردیو و ژان کلود پاسرون (Jean-Claude Passeron) این اصطلاح را اولین بار در «باز تولید فرهنگی و بازتولید اجتماعی» (۱۹۷۳) بکار بردند.
از نظر پیر بوردیو، سرمایه در یک سیستم مبادله‌ای مانند یک رابطه اجتماعی کار می‌کند و این اصطلاح بدون هیچ تمایزی برای همه کالاهای تجاری و نمادین بکار می‌رود؛ و سرمایه فرهنگی در یک سیستم مبادله‌ای که شامل دانش فرهنگی انباشته‌ای است که سبب قدرت و مقام می‌شود، مانند یک رابطه اجتماعی کار می‌کند.
سرمایه نمادین فرهنگی[[:http://www.farhangeilam.ir/%7C%5Bپیوند+مرده%5D:]] سرمایه نمادین فرهنگی آن دسته از سرمایه فرهنگی می‌باشد که برای مردم به عنوان نماد محسوب می‌شود و مردم برای دارنده آن احترام و منزلت خاصی قائل می‌شوند (سرمایه فرهنگی نمادین، سرمایه فرهنگی است که فرد با داشتن آن سرمایه فرهنگی در چشم مردم، مورد ستایش و احترام است). (البته باید به این نکته اشاره نمود که سرمایه نمادین فرهنگی به معنای داشتن سرمایه فرهنگی بیشتر نمی‌باشد و گاهی خلاف آن نیز صدق می‌کند، یعنی شاید در برخی مناطق و میان افراد خاصی فرهنگ خاص یا کلا فرهنگ منفی و متضاد با فرهنگ پذیرفته شده به عنوان سرمایه نمادین فرهنگی دارای ارزش و احترام باشد).
ولی در کل باید چنین بیان نمود، که سرمایه نمادین فرهنگی، هر گونه از سرمایه فرهنگی محسوب می‌شود که به عنوان نماد و سمبل و پرستیژ استفاده می‌شود و دارنده آن از جانب مردم (یاگروهی خاص) مورد احترام قرار می‌گیرد.